# Rezerwat przyrody Sivá Brada
Rezerwat przyrody Sivá Brada (słow. Národná prírodná rezervácia Sivá Brada) – rezerwat przyrody w Kotlinie Hornadzkiej na Słowacji, obejmujący kopę trawertynową z aktywnymi źródłami mineralnymi i specyficzną florą. Powierzchnia 19,55 ha.

## Położenie
Rezerwat leży w granicach miasta Spiskie Podgrodzie w powiecie Lewocza w kraju preszowskim. Obejmuje teren leżący po południowej stronie drogi nr 18, ok. 2 km na północny zachód od centrum Spiskiego Podgrodzia.

## Historia
Rezerwat został utworzony w 1979 r. decyzją Ministerstwa Kultury Słowackiej Republiki Socjalistycznej nr 9146/1979-OP z dnia 30 listopada 1979 r. Obowiązuje w nim 4. stopień ochrony.

## Charakterystyka
Teren rezerwatu z południa na północ przecina lokalna droga. Część wschodnią rezerwatu tworzy właściwe wzgórze, zwieńczone kopą utworzoną z młodego, holoceńskiego trawertynu (martwicy wapiennej), sięgające wysokości 506 m n.p.m. Sama kopa ma wysokość ok. 25 m i średnicę ok. 500 m u podstawy. Jej tworzenie rozpoczęło się relatywnie niedawno, ok. 10 tys. lat temu, kiedy ruchy tektoniczne doprowadziły do powstania spękań w podłożu, przez które rozpoczęła się wydobywać woda bogata w związki mineralne, głównie węglany i siarczany. Obecna aktywna, rosnąca kopa powstała dzięki ujawnieniu się przed kilkudziesięciu laty „pasożytniczego” źródła na zboczu pierwotnej kopy. Na jej szczycie znajduje się jeziorko o średnicy 3 m i głębokości 0,3 m, z którego dna nieustannie wypływa woda.
Część zachodnia rezerwatu obejmuje obniżenie terenowe, będące miejscem formowania się lokalnego cieku wodnego, spływającego w kierunku południowym i we wsi Baldovce uchodzącego do Klčovskiego potoku.
W odróżnieniu od kilku sąsiednich wzgórz trawertynowych w okolicy (wzgórze na którym wznosi się Zamek Spiski, Dreveník i in.), Sivá Brada jest wzgórzem żywym. Trawertyn osadza się tu do chwili obecnej, tworząc na stokach kopy niewielkie tarasy z miniaturowymi jeziorkami, z których woda spływa na niższy poziom efektownymi kaskadami.  
Teren rezerwatu porastają cenne z przyrodniczego punktu widzenia zespoły roślinności słonolubnej, sucholubnej, a w części zachodniej również moczarnej.

## Inne informacje
Miejscowe źródła mineralne i ich właściwości lecznicze były znane już od dawna. Po południowej stronie kopy trawertynowej znajdują się zabudowania dawnego maleńkiego uzdrowiska Sivá Brada, w którym leczono choroby układu pokarmowego i przemiany materii. Podczas prowadzenia odwiertów w poszukiwaniu odpowiednio wydajnego źródła dla uzdrowiska natrafiono na źródło ciśnieniowe, które w określonych odstępach czasu wyrzucało wodę w postaci niewielkiego gejzeru na wysokość 2–3 m. Obecnie ciśnienie w głębi odwiertu spadło tak znacznie, że jest to tylko słabo bulgocące źródełko.

## Turystyka
Wspomnianą wyżej drogą lokalną wiedzie przez rezerwat żółto znakowany szlak turystyczny, biegnący z niedalekiego parkingu przy drodze nr 18 do Spiskiego Podgrodzia i dalej przez Zamek Spiski do miejscowości Żehra. Ponadto wschodnią część rezerwatu obiega znakowana przyrodnicza ścieżka dydaktyczna.